# 13 PEBBLES 〜Single Collection〜
『13 PEBBLES 〜Single Collection〜』は、ザ・クロマニヨンズのシングル集である。
2014年4月9日リリース。

## 概要
ザ・クロマニヨンズ初のシングル・コレクション。
デビュー曲「タリホー」(2006年)から最新シングル「炎」(2012年)まで12枚のシングルを収録。
タイアップ曲の「ナンバーワン野郎!」、「突撃ロック」や、アルバム初収録の両A面シングル「流線型」、「飛び乗れ!!ボニー!!」など、全13曲を収録している。

## 収録曲
| 全編曲: ザ・クロマニヨンズ。 |                                      |            |       |
| #                            | タイトル                             | 作詞・作曲 | 時間  |
| 1.                           | 「タリホー」                         | 甲本ヒロト | 3:21  |
| 2.                           | 「紙飛行機」                         | 真島昌利   | 3:33  |
| 3.                           | 「ギリギリガガンガン」               | 真島昌利   | 3:07  |
| 4.                           | 「エイトビート」                     | 甲本ヒロト | 3:34  |
| 5.                           | 「スピードとナイフ」                 | 甲本ヒロト | 3:23  |
| 6.                           | 「グリセリン・クイーン」             | 真島昌利   | 3:05  |
| 7.                           | 「オートバイと皮ジャンパーとカレー」 | 真島昌利   | 2:27  |
| 8.                           | 「流線型」                           | 真島昌利   | 3:47  |
| 9.                           | 「飛び乗れ!!ボニー!!」               | 甲本ヒロト | 3:09  |
| 10.                          | 「ナンバーワン野郎!」                | 真島昌利   | 3:13  |
| 11.                          | 「雷雨決行」                         | 甲本ヒロト | 2:37  |
| 12.                          | 「突撃ロック」                       | 甲本ヒロト | 2:24  |
| 13.                          | 「炎」                               | 甲本ヒロト | 2:37  |
| 合計時間:                    | 合計時間:                            | 合計時間:  | 40:17 |